# شهرستان کامبارسکی
شهرستان کامبارسکی (به لاتین: Kambarsky District) یک شهرستان در روسیه است که در اودمورتیا واقع شده‌است.